# Pala Tornabuoni
La Pala Tornabuoni è un dipinto a tempera su tavola (altezza massima 221 cm) di Domenico Ghirlandaio e bottega, realizzato per l'altare centrale di Santa Maria Novella dal 1490 circa e completato dopo la morte del pittore (1494) fino al 1498 circa. Oggi si trova smembrata in più sedi, con lo scomparto centrale (Madonna in gloria tra santi) nell'Alte Pinakothek di Monaco di Baviera.

## Storia
La pala per la Cappella Tornabuoni, ovvero la Cappella Maggiore della basilica di Santa Maria Novella a Firenze, venne commissionata a Ghirlandaio appena dopo il completamento del celebre ciclo di affreschi con le Storie della Vergine e di san Giovanni Battista. Degli affreschi resta un precisissimo contratto, che pone come scadenza per il completamento dell'opera il 1490, data che fu rispettata. La pala dovette essere iniziata subito dopo, ma la sua esecuzione dovette protrarsi più a lungo, non essendo terminata alla morte prematura dell'artista quarantenne (1494) e venendo terminata dagli aiuti di bottega entro il 1498. La pala venne descritta da Vasari, che la citò così:
(Giorgio Vasari, Vita di Domenico Ghirlandaio pittore fiorentino, 1568.)
Con le risistemazioni del 1804 la pala, che si trovava al centro della cappella (e non dove si trova oggi l'altare ottocentesco, sul bordo verso la navata), venne smembrata e dispersa (1816) immettendola nel mercato antiquario. Oggi è in parte perduta e in parte divisa in vari musei. Due pannelli, già a Berlino, vennero distrutti nell'Incendio della Flakturm Friedrichshain del 1945.

## Descrizione

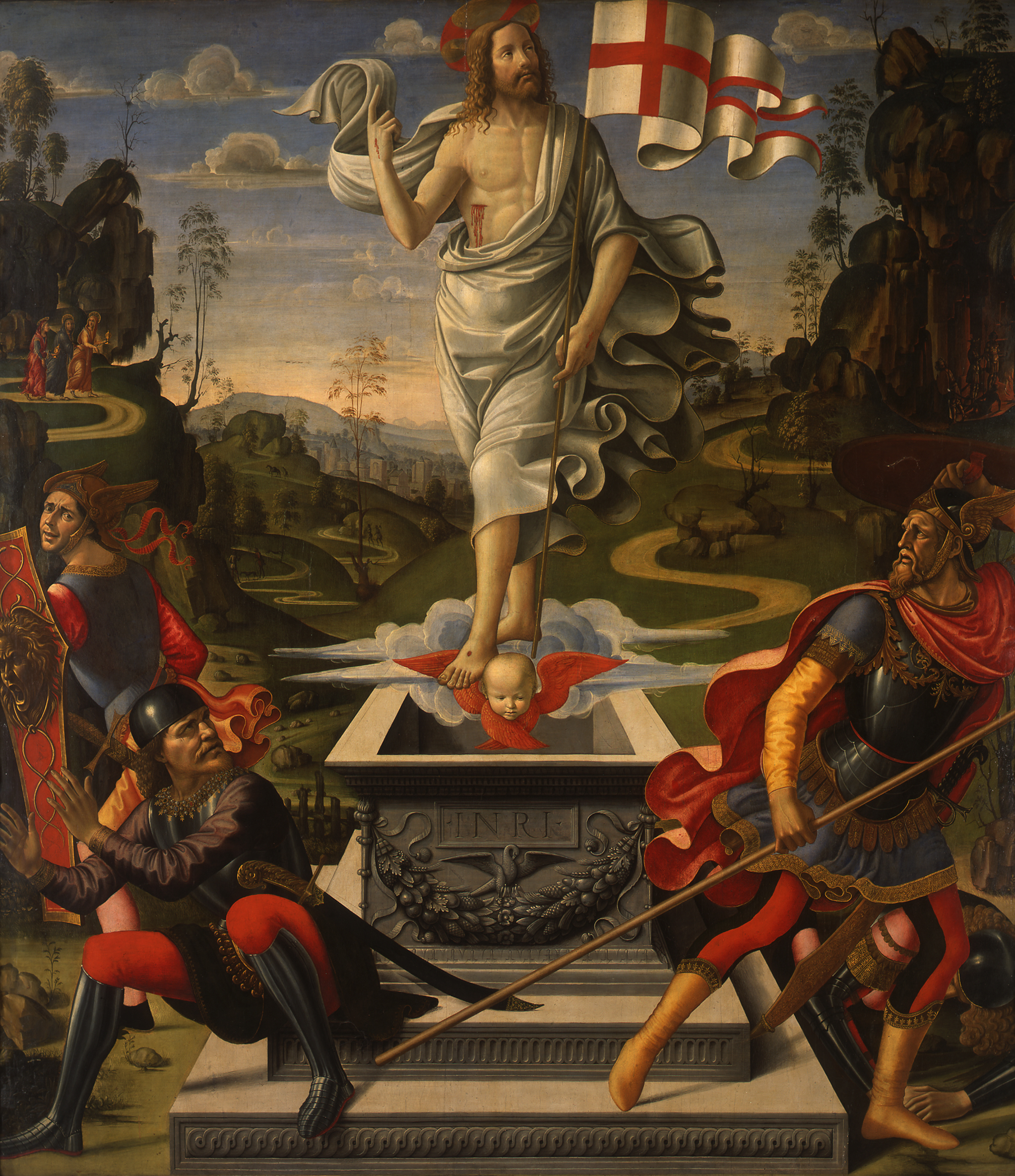
Resurrezione

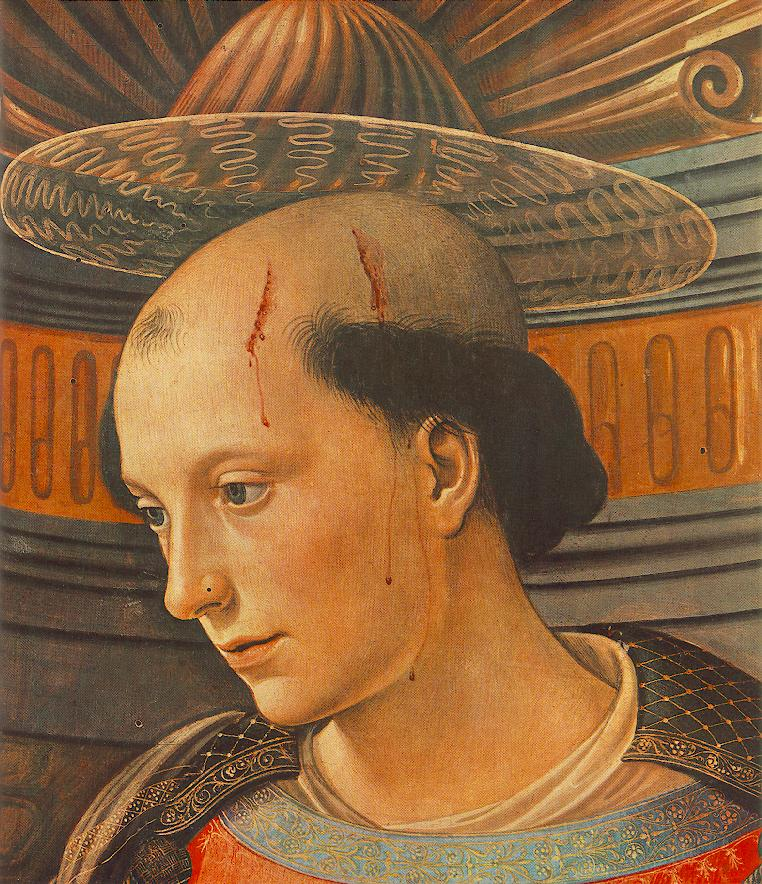
Santo Stefano (dettaglio)

La Pala Tornabuoni era a due facce: una rivolta verso i fedeli e la navata e una rivolta verso i frati domenicani del coro. È composta quindi da un grande pannello centrale su ciascun lato e sei scomparti di santi a tutta figura, dei quali ne sopravvivono oggi solo quattro.
La pala era così composta:
- Madonna in gloria tra santi (fronte), 221x198 cm, Alte Pinakothek, Monaco di Baviera
- Resurrezione (retro), 221x199 cm, Gemäldegalerie, Berlino
- Santa Caterina da Siena, Alte Pinakothek, Monaco di Baviera
- San Lorenzo, Alte Pinakothek, Monaco di Baviera
- Santo Stefano, 191x56 cm, Szépművészeti Múzeum, Budapest
- San Pietro Martire, Fondazione Magnani Rocca, Traversetolo (provincia di Parma)
- San Vincenzo Ferrer, già nel Kaiser-Friedrich-Museum, Berlino, andato distrutto nel'incendio della Flakturm Friedrichshain di Berlino nel maggio 1945
- Sant'Antonino Pierozzi, già nel Kaiser-Friedrich-Museum, Berlino, andato distrutto nel'incendio della Flakturm Friedrichshain di Berlino nel maggio 1945

### Madonna in gloria tra santi
La pala principale era dedicata alla titolare della chiesa, che si trovava sospesa in un nimbo luminoso circondato da serafini e cherubini, mentre tiene in braccio il Bambino che le scopre un seno per allattarsi. Altri due angeli simmetrici volano in alto riempiendo lo spazio superiore. In basso si trovano quattro santi: san Domenico di Guzman, fondatore dell'ordine, che tiene in mano un libro aperto e indica la regola dei frati, san Michele Arcangelo, san Giovanni Battista, l'altro titolare della cappella, e san Giovanni Evangelista. Sullo sfondo corre un paesaggio di gusto fiammingo, con due speroni rocciosi ai lati che fanno da quinta teatrale e un'apertura paesistica al centro che, con una città turrita di sapore nordico, si perde in lontananza tra colline sfumate in colori azzurrini e alberelli fronzuti. Evidente è l'esempio anche della scuola umbra, in particolare di Pietro Perugino che era titolare di una richiestissima bottega a Firenze.
Alcune parti sono di qualità maggiore (la Madonna, l'Evangelista, il paesaggio), mentre altre sono più convenzionali, da imputare alla bottega.

### Resurrezione
La Resurrezione, oggi a Berlino, mostra il Cristo che si leva miracolosamente dal sepolcro ascendendo su una nuvola con un cherubino, mentre regge in mano il vessillo crociato. Il sarcofago, con la scritta "INRI", ha decorazioni con un festone all'antica e il pellicano che si becca le carni per sfamare i propri piccoli, simbolo del sacrificio di Cristo; i gradini invece hanno il bordo scolpito con motivi all'antica; esso è fortemente scorciato in prospettiva centrale. All'innaturale astrattezza del Cristo fanno da contrasto i quattro soldati che, appena svegliati dall'evento miracoloso, ne fuggono spaventati. Essi sono disegnati con un ritmo al tempo stesso variato ma bilanciatissimo: a sinistra uno in primo piano si sta alzando e uno fugge, a destra quello in primo piano si allontana e uno in secondo piano dorme ancora chino. Essi hanno una certa concitatezza, ma manca un vero e proprio pathos espressivo, che non si trova mai nelle prove del pittore. Spicca la cura dei dettagli, negli scudi, negli elmi e nelle armature tirate a lustro, oppure nel paesaggio con dettagli vivamente realistici ispirati allo studio dell'arte fiamminga, di cui Ghirlandaio fu un grande estimatore. Danno movimento alla scena le pieghe svolazzanti dei mantelli (di Cristo, della guardia a destra), che compongono linee ondulate un po' di maniera, ispirate a un gusto decorativo che forse fu opera di bottega.
Il paesaggio si perde in lontananza tra due quinte rocciose ai lati ed è popolato da tracce della presenza umana. Tra queste spicca a sinistra, in lontananza, il gruppo delle tre Marie che si sta recando al sepolcro.

### I santi
I sei santi erano disposti ai lati della pala centrale, ma non è chiaro se fossero anche sul lato posteriore. La luce che li illumina, ben evidente sulle nicchie a conchiglia che li contengono, proviene infatti ora da sinistra, nei tre pannelli destri, ora da destra, in due pannelli sinistri, come se la luce venisse dalla pala centrale. Essi compongono un gruppo di santi domenicani e santi legati alla città di Firenze. Vasari scrive che tre di essi vennero completati dopo la morte del pittore, mentre per la critica moderna sono quasi tutti ritenuti opera di bottega, tranne il Santo Stefano di Budapest, il migliore della serie, che venne probabilmente eseguito dal maestro quando era ancora in vita. Sopra ciascuno di essi si trovava una tavola con iscrizioni moraleggianti legate ai santi.

### Possibile ricostruzione
|  |  |  |  |  |  |
|  |  |  |  |  |  |

|  |  |  |